# 신사초등학교 (경북)
신사초등학교는 대한민국 경상북도 영양군 입암면 선바위로 230-35(신사리 610)에 있었던 초등학교이다.

## 연혁
- 1947년 4월 1일 입암국민학교 신사분교장 개교
- 1947년 9월 1일 신사국민학교 승격 분리
- 1952년 4월 1일 6학급 편성
- 1953년 3월 27일 제1회 졸업식
- 1954년 5월 7일 신사국민학교 금학분교장 개교
- 1977년 3월 1일 11학급 편성
- 1985년 9월 1일 병설유치원 개원
- 1993년 3월 1일 금학분교장 폐교 및 본교 통합
- 1996년 3월 1일 신사초등학교 개칭
- 1999년 3월 1일 폐교 및 입암초등학교 통합